# Famille de Bouliers
La famille de Bouliers, alias Bolleri, est une famille de noblesse piémontaise (Salmour), installée en Provence au XVe siècle.

## Origine
La famille de Bouliers est une famille originaire du Piémont qui s'est installée en Provence au XVe siècle, lors de l'acquisition de terres.
Adriani et Della Chiesa au XVIIe siècle, indiquent que les Bolleri, investis de la seigneurie de Salmour en Piémont en 1347 par l'empereur Charles IV, sont une branche des puissants vicomtes d'Auriate, seigneurs de Sarmatorio,,.
Lors de la première conquête angevine (1260-1276), les Bolleri ont ourdi un complot dès 1267 contre le marquis de Saluces et les ducs de Savoie, pour favoriser Charles Ier d'Anjou et rallièrent le parti des guelfes. Francesquin de Bouliers fut autorisé par la reine Jeanne à augmenter ses armoiries d'une bordure componée de huit pièces d'Anjou-Sicile et de Jérusalem, pour le récompenser de plusieurs blessures qu'il avait reçues à son service, en défendant sa cause contre la maison de Savoie, au sujet de ses droits sur le Piémont .

## Personnalités
- Michel de Bouliers Ier, évêque de Riez (1416-1441).
- Michel de Bouliers II, évêque de Riez (1442-1450).
- Louis de Bouliers, évêque de Riez (1546-1550)[7].
- François de Bouliers, évêque de Fréjus (1579-1591)[8].

## Titres
La famille de Bouliers, alias Bolleri di Centallo a possédé les titres suivants :
- Marquis de Centallo,
- Vicomte de Reillanne,
- Baron de La Tour-d'Aigues, de Manes, de Mison,
- Seigneur de Salmour, Beaumont, Saint-Maime, Vaugines, Roqueservière.

## Galerie

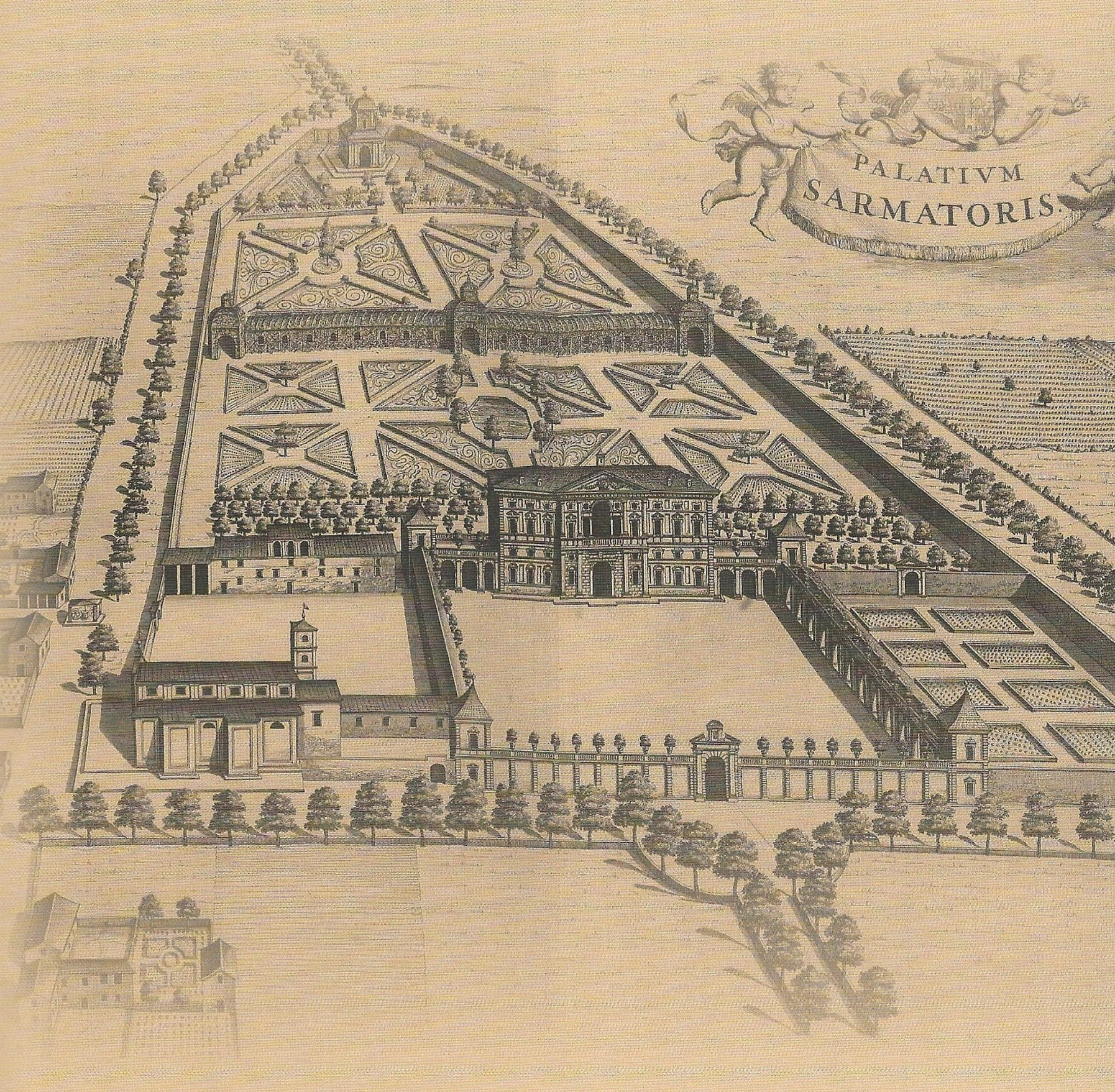
Château de Sarmatorio - Salmour XVIe siècle.
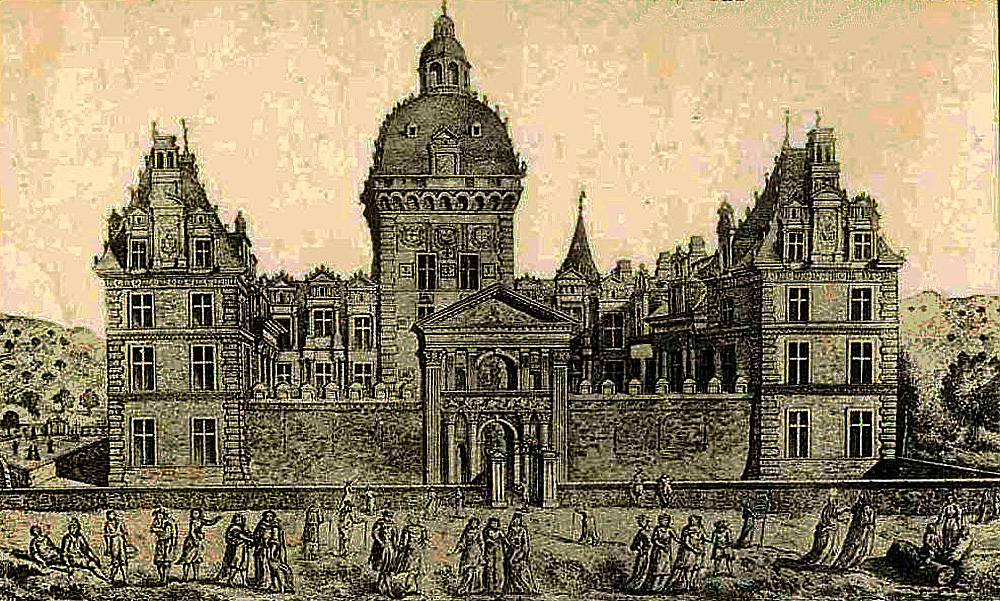
Château de La Tour-d'Aigues construit par la famille de Bouliers.
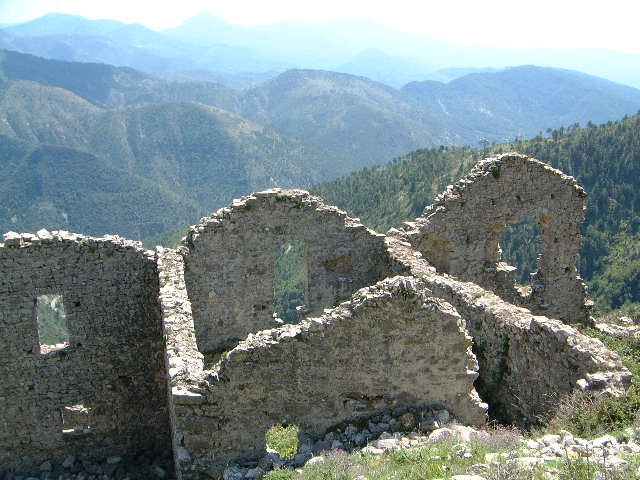
Château de Rocca Sparviera, inféodé par Jeanne Ière d'Anjou, comtesse de Piémont, à la famille de Bouliers.

## Alliances
- Alliances : de Miolans, de Saluces, d'Agoult, de Clermont-Amboise, Lascaris de Vintimille, de Laval-Montmorency, de Valpergue, de Forbin, des Porcelets, de Castellane, de Robin, de Villeneuve-Esclapon, de Trivulce, Alleman, de Montafié, Solaro, Spinola, Sabran, Ponteves, de Valbelle.

## Héraldique
|  | Bolleri di Centalo. De gueules au chef d'argent, à la bordure componée de huit pièces, d'azur semé de fleurs de lis d'or au lambel de gueules qui est de la maison d'Anjou-Sicile et d'argent à la croix potencée d'or, cantonnée de quatre croisettes du même qui est du royaume de Jérusalem, XIIe siècle-XVIIIe siècle,. - Devise : Satiabor cum apparuerit (Satisfait lorsqu'il apparaîtra). - Cris : Fidélité de Bouliers! - Francesquin de Bouliers fut autorisé par la reine Jeanne à augmenter ses armoiries d'une bordure componée de huit pièces d'Anjou-Sicile et de Jérusalem, pour le récompenser de plusieurs blessures qu'il avait reçues à son service, en défendant sa cause contre la maison de Savoie, au sujet de ses droits sur le Piémont. |